# تد پاری
تد پاری (انگلیسی: Ted Parry؛ زادهٔ ۸ دسامبر ۱۸۹۲ or ۹ دسامبر ۱۸۹۲) بازیکن فوتبال اهل بریتانیا است.
از باشگاه‌هایی که در آن بازی کرده‌است می‌توان به باشگاه فوتبال لیورپول اشاره کرد.
وی همچنین در تیم ملی فوتبال ولز بازی کرده‌است.